# Homochlodes parita
Homochlodes parita là một loài bướm đêm trong họ Geometridae.